# Championnat d'Allemagne féminin de football 1999-2000
Navigation
Édition précédente Édition suivante
La Frauen-Bundesliga 1999-2000 est la 27e édition du championnat d'Allemagne féminin de football.
Le premier niveau du championnat féminin oppose douze clubs allemands en une série de vingt-deux rencontres jouées durant la saison de football. La compétition débute le 29 août 1999 et s'achève le 21 mai 2000.
Les deux dernières places sont synonymes de relégation en Regionalliga.
Lors de l'exercice précédent, le FFC Flaesheim-Hillen (en) et le FC Nuremberg ont gagné le droit d'évoluer dans cette compétition après avoir fini premier de leur groupe des phases finales de Regionalliga.
À l'issue de la saison, le FCR Duisbourg décroche le premier titre de champion d'Allemagne de son histoire. Dans le bas du classement, le TuS Niederkirchen et le FC Nuremberg, sont relégués.
| \| SC Bad Neuenahr FCR Duisbourg FFC Flaesheim-Hillen (en) FFC Francfort FSV Francfort Grün-Weiß Brauweiler TuS Niederkirchen FC Nuremberg I 0FC Sarrebruck Sportfreunde Siegen FFC Turbine Potsdam WSV Wolfsburg \| Localisation des clubs engagés dans le championnat. |
| SC Bad Neuenahr FCR Duisbourg FFC Flaesheim-Hillen (en) FFC Francfort FSV Francfort Grün-Weiß Brauweiler TuS Niederkirchen FC Nuremberg I 0FC Sarrebruck Sportfreunde Siegen FFC Turbine Potsdam WSV Wolfsburg                                                           |

## Participants
Ce tableau présente les douze équipes qualifiées pour disputer le championnat 1999-2000. On y trouve le nom des clubs, la date de création du club, l'année de la dernière montée au sein de l'élite, leur classement de la saison précédente, le nom des stades ainsi que la capacité de ces derniers.
Légende des couleurs
- Champion de 1. Frauen-Bundesliga la saison précédente.
- Promu de Regionalliga.

| Nom du club               | Date de création | Dernière montée | Cls 1999 | Stade                      | Capacité | Nb T. |
| ------------------------- | ---------------- | --------------- | -------- | -------------------------- | -------- | ----- |
| FFC Francfort             | 1973             | 1990            | 1        | Stadion am Brentanobad     | 5 200    | 1     |
| FCR Duisbourg             | 1977             | 1993            | 2        | PCC-Stadion                | 3 000    | /     |
| Sportfreunde Siegen       | 1971             | 1990            | 3        | Leimbachstadion            | -        | 6     |
| FFC Turbine Potsdam       | 1971             | 1997            | 4        | Karl-Liebknecht-Stadion    | 10 499   | /     |
| FSV Francfort             | 1970             | 1990            | 5        | Stadion am Bornheimer Hang | 12 500   | 3     |
| WSV Wolfsburg             | 1973             | 1998            | 6        | VfL-Stadion am Elsterweg   | 17 600   | /     |
| FC Sarrebruck             | 1990             | 1990            | 7        | Stadion Kieselhumes        | 6 000    | /     |
| TuS Niederkirchen         | 1969             | 1990            | 8        | Sportgelände Nachtweide    | -        | 1     |
| Grün-Weiß Brauweiler      | 1974             | 1991            | 9        | Stade inconnu              | -        | 1     |
| SC Bad Neuenahr           | 1907             | 1997            | 10       | Apollinarisstadion         | 4 580    | 1     |
| FFC Flaesheim-Hillen (en) | -                | 1999            | Reg.     | Stade inconnu              | -        | /     |
| FC Nuremberg              | 1988             | 1999            | Reg.     | Sportpark Valznerweiher    | 7 000    | /     |

## Compétition

### Classement
Le classement est calculé avec le barème de points suivant : une victoire vaut trois points, le match nul un et la défaite zéro.
Les critères utilisés pour départager en cas d'égalité au classement sont les suivants :
1. différence entre les buts marqués et les buts concédés sur la totalité des matchs joués dans le championnat ;
2. plus grand nombre de buts marqués sur la totalité des matchs joués dans le championnat.

| Rang | Équipe                      | Pts | J  | G  | N | P  | Bp | Bc | Diff |
| ---- | --------------------------- | --- | -- | -- | - | -- | -- | -- | ---- |
| 1    | FCR Duisbourg               | 60  | 22 | 20 | 0 | 2  | 85 | 10 | +75  |
| 2    | FFC Francfort T C           | 45  | 22 | 14 | 3 | 5  | 67 | 13 | +54  |
| 3    | Sportfreunde Siegen         | 42  | 22 | 13 | 3 | 6  | 48 | 28 | +20  |
| 4    | FFC Turbine Potsdam         | 41  | 22 | 13 | 2 | 7  | 43 | 27 | +16  |
| 5    | Grün-Weiß Brauweiler        | 39  | 22 | 11 | 6 | 5  | 50 | 30 | +20  |
| 6    | SC Bad Neuenahr             | 38  | 22 | 12 | 2 | 8  | 41 | 28 | +13  |
| 7    | WSV Wolfsburg               | 35  | 22 | 10 | 5 | 7  | 46 | 37 | +9   |
| 8    | FFC Flaesheim-Hillen (en) P | 20  | 22 | 6  | 2 | 14 | 23 | 74 | -51  |
| 9    | FSV Francfort               | 19  | 22 | 6  | 1 | 15 | 28 | 52 | -24  |
| 10   | FC Sarrebruck               | 18  | 22 | 5  | 3 | 14 | 25 | 40 | -15  |
| 11   | TuS Niederkirchen           | 14  | 22 | 4  | 2 | 16 | 16 | 63 | -47  |
| 12   | FC Nuremberg P              | 9   | 22 | 2  | 3 | 17 | 15 | 85 | -70  |

| Légende : | Légende : |
| --------- | --- |
|           | Relégué en Regionalliga. |
|           | T Tenant du titre. P Promu de Regionalliga. C Vainqueur de la DFB-Pokal Frauen 1999-2000. Pts points ; G victoires ; N matchs nuls ; P défaites Bp buts marqués ; Bc buts encaissés ; Diff différence de buts |

### Résultats
| Résultats (▼dom., ►ext.)                                   | Bad | Dui | Fla  | Fra | Fra  | Grü | Nie  | Nur  | Sar | Sie | Tur | Wol |
| SC Bad Neuenahr                                            |     | 1-2 | 5-1  | 0-1 | 2-1  | 3-1 | 4-2  | 3-0  | 1-0 | 3-2 | 3-1 | 3-2 |
| FCR Duisbourg                                              | 3-0 |     | 4-0  | 1-0 | 10-0 | 4-0 | 5-0  | 4-0  | 1-0 | 0-1 | 5-1 | 5-1 |
| FFC Flaesheim-Hillen (en)                                  | 0-4 | 0-6 |      | 1-4 | 2-1  | 1-3 | 1-1  | 4-2  | 2-1 | 1-6 | 1-0 | 2-2 |
| FFC Francfort                                              | 2-1 | 1-2 | 10-0 |     | 1-2  | 2-1 | 10-0 | 10-0 | 4-0 | 3-0 | 1-2 | 1-0 |
| FSV Francfort                                              | 1-2 | 0-7 | 5-0  | 0-2 |      | 2-2 | 2-1  | 1-2  | 2-0 | 0-1 | 0-1 | 2-3 |
| Grün-Weiß Brauweiler                                       | 2-1 | 0-3 | 2-1  | 1-1 | 4-0  |     | 7-1  | 4-0  | 2-1 | 4-3 | 3-2 | 8-0 |
| TuS Niederkirchen                                          | 0-3 | 0-4 | 1-0  | 0-3 | 0-1  | 0-2 |      | 2-0  | 0-2 | 0-3 | 1-0 | 1-5 |
| FC Nuremberg                                               | 0-0 | 2-7 | 2-3  | 0-6 | 1-4  | 1-1 | 0-3  |      | 1-3 | 0-3 | 2-1 | 0-8 |
| FC Sarrebruck                                              | 2-2 | 0-3 | 1-2  | 1-4 | 3-1  | 1-1 | 4-0  | 5-0  |     | 0-0 | 0-1 | 0-5 |
| Sportfreunde Siegen                                        | 2-0 | 0-6 | 5-0  | 0-0 | 3-0  | 2-1 | 5-2  | 4-0  | 2-0 |     | 1-0 | 1-1 |
| FFC Turbine Potsdam                                        | 2-0 | 3-1 | 5-1  | 1-0 | 3-2  | 1-1 | 0-0  | 6-0  | 4-1 | 4-2 |     | 2-1 |
| WSV Wolfsburg                                              | 1-0 | 0-2 | 4-1  | 0-0 | 2-1  | 0-0 | 1-1  | 0-0  | 2-1 | 3-2 | 2-3 |     |
| - Victoire à domicile - Match nul - Victoire à l'extérieur |     |     |      |     |      |     |      |      |     |     |     |     |

## Bilan de la saison
| Championnat d'Allemagne féminin de football 1999-2000 |                           |
| Champion                                              | FCR Duisbourg (1er titre) |
| Dauphin                                               | FFC Francfort             |
| Coupes et trophées                                    |                           |
| Vainqueur DFB-Pokal Frauen 1999-2000                  | FFC Francfort             |
| Promotions et relégations                             |                           |
| Promus en Frauen-Bundesliga                           | Bayern Munich             |
| Promus en Frauen-Bundesliga                           | FFC Heike Rheine          |
| Relégués en Regionalliga                              | TuS Niederkirchen         |
| Relégués en Regionalliga                              | FC Nuremberg              |

## Statistiques
| Cls | Joueuse          | Club                 | Buts |
| --- | ---------------- | -------------------- | ---- |
| 1   | Inka Grings      | FCR Duisbourg        | 38   |
| 2   | Claudia Müller   | WSV Wolfsburg        | 22   |
| 3   | Conny Pohlers    | FFC Turbine Potsdam  | 17   |
| 3   | Birgit Prinz     | FFC Francfort        | 17   |
| 3   | Petra Unterbrink | Grün-Weiß Brauweiler | 17   |
| 6   | Martina Müller   | FSV Francfort        | 15   |
| 6   | Merete Pedersen  | Sportfreunde Siegen  | 15   |
| 8   | Renate Lingor    | FFC Francfort        | 13   |
| 9   | Jennifer Meier   | FFC Francfort        | 12   |
| 9   | Maren Meinert    | FCR Duisbourg        | 12   |